# Yvo Molenaers
Yvo Molenaers (Herderen, 25 februari 1934) is een gewezen Belgische wielrenner. Hij was prof van 1956 tot 1967.
Hij is de broer van Roger Molenaers (1935), eveneens beroepsrenner van 1956 tot 1961.
Yvo is ook de schoonvader van wielerploegleider Valerio Piva. Na zijn wielercarrière startte Molenaers met de uitbating van een hotel.  

## Overwinningen
Yvo Molenaers behaalde een 20-tal overwinningen bij de beroepsrenners, de belangrijkste daarbij waren:
- 1960: 1ste rit in Parijs-Nice.
- 1961: 2de rit in de Ronde van Zwitserland.
- 1963: De eindstand in de Ronde van Luxemburg.
- 1966: Omloop Mandel-Leie-Schelde.

## Resultaten in voornaamste wedstrijden
| Jaar | Ronde van Italië | Ronde van Frankrijk | Ronde van Spanje |
| ---- | ---------------- | ------------------- | ---------------- |
| 1957 |                  |                     |                  |
| 1958 |                  |                     |                  |
| 1959 | opgave           |                     |                  |
| 1960 | opgave           | 64e                 |                  |
| 1961 | 84e              |                     |                  |
| 1962 |                  |                     |                  |
| 1963 |                  | opgave              |                  |
| 1964 |                  | opgave              |                  |
| 1965 |                  |                     |                  |
| 1966 |                  |                     |                  |

| Jaar | Milaan-San Remo | Gent-Wevelgem | Ronde van Vlaanderen | Parijs-Roubaix | Luik-Bast.‑Luik | Omloop Het Volk | Parijs-Brussel | Rund um den Henninger-Turm |
| ---- | --------------- | ------------- | -------------------- | -------------- | --------------- | --------------- | -------------- | -------------------------- |
| 1957 |                 | 75e           | 5e                   | 17e            |                 | 40e             |                |                            |
| 1958 | 123e            | 25e           | 9e                   | 32e            |                 | 12e             |                |                            |
| 1959 | 26e             | 42e           |                      | 27e            |                 | 46e             |                |                            |
| 1960 | Brons           | 29e           | 18e                  | 51e            | 41e             |                 | 5e             |                            |
| 1961 |                 | Brons         | 18e                  | 27e            |                 | 24e             | 25e            |                            |
| 1962 | ↑               | 29e           | 20e                  | 29e            |                 |                 | 38e            |                            |
| 1963 |                 |               |                      |                |                 | 15e             | 58e            |                            |
| 1964 | 10e             | ↑             |                      | ↑              |                 | Brons           | 29e            | Brons                      |
| 1965 |                 |               |                      |                |                 | 14e             |                |                            |
| 1966 |                 |               |                      |                |                 | 71e             |                |                            |